# Joga Bonito
Joga Bonito (z port. „graj pięknie”) – serwis społecznościowy przygotowany we współpracy firmy Nike z Google, powołany dla kampanii reklamowej firmy Nike. Reklamy Joga TV widoczne są na stronie nikefootball.com oraz wyświetlane są w telewizji. Jako główny mówca organizacji występuje Éric Cantona. Joga TV jest pokazane jako podziemna stacja telewizyjna, która włamuje się do studiów wiadomości różnych telewizji. Ruch Joga Bonito ma na celu usunięcie niesportowych zachowań ze światowej piłki nożnej. Joga Bonito propaguje uczciwe zagrania i kreatywną grę oraz pokazuje widzianą ich okiem szczerość i ducha współzawodnictwa. Najczęściej w reklamach Jogi pokazywany jest tzw. freestyle. Mottem stowarzyszenia jest hasło „graj z serca”. 
Piłkarze, którzy występują w reklamach to m.in.: Ronaldinho, Fabio Cannavaro, Ronaldo, Adriano, Robinho, Robbie Keane, Cesc Fàbregas, Wayne Rooney, Zlatan Ibrahimović, Thierry Henry, Carlos Tévez czy Cristiano Ronaldo.